# Derris zambalensis
Derris zambalensis är en ärtväxtart som beskrevs av Adolph Daniel Edward Elmer. Derris zambalensis ingår i släktet Derris och familjen ärtväxter. Inga underarter finns listade i Catalogue of Life.